# Belgiens herrlandslag i handboll
Belgiens herrlandslag i handboll  representerar Belgien i handboll på herrsidan. 